# Hillary Scholten
Hillary Jeanne Scholten (/ˈs k oʊ l t ən / SKOHL-tən), née le 22 février 1982,, est une avocate et femme politique américaine qui représente le 3e district du Michigan à la Chambre des représentants des États-Unis depuis 2023. Le district, qui était autrefois représenté par le défunt président Gerald Ford, est basé à Grand Rapids et comprend une grande partie du noyau urbain de l'ouest du Michigan. Elle est membre du Parti démocrate.

## Jeunesse et carrière
Scholten grandit à Hudsonville, Michigan. Sa mère, Judi, est directrice et enseignante dans plusieurs écoles de la région de Grand Rapids et son père, Scott, est journaliste sportif pour The Grand Rapids Press. Scholten fréquente l'Unity Christian High School et est diplômé du Gordon College et de la faculté de droit Francis King Carey de l'université du Maryland.
Scholten est juriste judiciaire et avocate-conseil auprès de la Commission d'appel en matière d'immigration de 2013 à 2017. À la fin de l’administration Obama, elle retourne à Grand Rapids et devient avocate au Michigan Immigrant Rights Center.

## Chambre des représentants des États-Unis

### Élections

#### 2020
En juillet 2019, Scholten annonce sa candidature à la Chambre des représentants des États-Unis pour le 3e district du Michigan aux élections de 2020. Elle est sans opposition lors des primaires du Parti démocrate mais perd les élections générales face au candidat républicain Peter Meijer. Elle réussit à réaliser le meilleur score républicain dans le district depuis 1982 et la plus proche de la victoire. C'est également seulement la deuxième fois depuis 1982 qu'un démocrate obtient plus de 40 % des voix ; le candidat démocrate avait obtenu 43 % deux ans plus tôt.

#### 2022
Scholten se présente à nouveau aux élections de 2022. Elle est de nouveau sans opposition lors de la primaire démocrate. Elle se prépare initialement à une revanche contre Meijer, mais Meijer perd la primaire républicaine face à un challenger considérablement plus conservateur, l'ancien responsable de l'administration Trump, John Gibbs.
Scholten se présente dans une circonscription qui a été rendue beaucoup plus conviviale pour les démocrates lors du redécoupage ; elle a été poussée vers l'ouest pour s'emparer d'une grande partie des rives du lac Michigan, y compris Muskegon. S’il avait existé en 2020[incompréhensible], Joe Biden l’aurait remporté avec 53 % des voix ; Donald Trump arrivant seulement en troisième position avec 51 %. Scholten (54,9 %) bat Gibbs (42 %) pour remporter l'élection au 118e Congrès des États-Unis. Elle est seulement la deuxième démocrate à représenter Grand Rapids au Congrès depuis 1913. La seule autre fois où le district a été hors des mains des Républicains à cette époque, c'est lorsque Richard Vander Veen remporte une élection spéciale pour succéder à Ford dans ce qui est alors le 5e district en 1974 ; il remporte un mandat complet plus tard cette année-là, mais est battu en 1976. Elle est également la première démocrate à représenter un district basé à l'ouest du Michigan depuis que Howard Wolpe, qui représentait un district basé à Kalamazoo, a quitté ses fonctions en 1993.

#### 2024
Candidate à sa réélection en 2024, elle remporte largement la primaire démocrate contre Salim Al-Shatel. Elle remporte ensuite un second mandat contre l'avocat républicain Paul Hudson au moment de l'élection générale en rassemblant 53,7 % des suffrages.

### Adhésions au caucus[18]
- Caucus du Congrès pour l'égalité
- Coalition néo-démocrate[19]
- Caucus des résolveurs de problèmes

### Missions des comités
- Commission des transports et des infrastructures[20]
  - Sous-comité de la Garde côtière et du transport maritime (vice-membre de rang)
- Comité des petites entreprises[20]

## Positions politiques

### Avortement
Scholten soutient le droit à l'avortement. Dans un discours s'opposant à la loi sur la protection des survivants de l'avortement nés vivants, elle cite Jérémie 1 : 5, qui déclare : « Je t'ai connu avant de te former et de te mettre dans le ventre de ta mère », un verset communément cité par les chrétiens « pour justifier la théologie ou des arguments scripturaires en faveur de protections juridiques pour les enfants à naître ».

### Syrie
Scholten vote contre H.Con.Res. 21 qui ordonne au président Joe Biden de retirer les troupes américaines de Syrie dans un délai de 180 jours,.

## Vie privée
Le mari de Scholten, Jesse Holcomb, est professeur de journalisme au Calvin College. Ils ont deux fils. Scholten est membre de l'Église chrétienne réformée de LaGrave.